# Sydney Harbour Bridge
De Sydney Harbour Bridge is een brug in Sydney, Australië. De brug werd op 19 maart 1932 geopend door Jack Lang, de premier van New South Wales. Er was toen zes jaar aan de bouw ervan gewerkt. De brug werd niet alleen gebouwd om de noordelijke regio van de stad toegankelijker te maken, het was ook een werkverschaffingsproject. De brug is van staal en bevat zes miljoen met de hand geslagen klinknagels. Sterke kabels moeten voorkomen dat de brug door de hete zon uitzet. Het is de breedste boogbrug ter wereld, maar niet de langste, dat is de Chaotianmenbrug in Chongqing. Het brugdek biedt plaats aan acht rijstroken voor autoverkeer, twee treinsporen, een fietspad en een voetpad. Sydney Harbour Bridge is 1149 meter lang en heeft een boogspan van 503 meter. De top van de boog is 134 meter boven zeeniveau. Door zijn ligging is het een bekend symbool van Sydney geworden.
Na de Tweede Wereldoorlog emigreerden veel mensen uit Europa naar Australië. Het eerste dat ze zagen als ze per boot in Sydney aankwamen was de brug. In die tijd kostte het 6 pence om er per auto overheen te rijden. voor een paard met ruiter was de tol 3 pence. Tegenwoordig kost een retourkaartje voor een auto ongeveer drie Australische dollars. Voor wandelaars en fietsers is de overgang gratis. Paarden zijn niet meer toegestaan.

## Beklimming
Toeristen en dagjesmensen kunnen de brug tot boven op de boog beklimmen. De tocht duurt ongeveer 3,5 uur. Eenmaal boven na zo'n 200 treden kan men tot ver in de omtrek van Sydney rondkijken. Vanwege de risico's en de zwaarte van de klim moet een deelnemer in een goede lichamelijke conditie verkeren. Een veiligheidstraining en een veiligheidsharnas zijn verplicht.